# Micael Bindefeld
Micael Bindefeld, född 20 september 1959 i Göteborgs Johannebergs församling, Göteborgs och Bohus län, är en svensk festfixare och pr-konsult.

## Biografi
Micael Bindefeld växte upp i en judisk medelklassfamilj i Kortedala, Göteborg, på faderns sida med tyskt påbrå. Fadern Fred var ingenjör och modern Siv var tandsköterska. Under ungdomsåren gick Bindefeld på Göteborgs högre samskola. 
Bindefeld är i grunden frisör och avancerade snabbt till att bli en favoritstylist bland kända personer inom nöjeslivet. Han organiserade sitt första evenemang år 1987 och sedan dess har Bindefeld utvecklats från kreatör och festarrangör till kommunikationsstrateg. Han har kallats  "den största festfixaren vi haft i Sverige" och "ett unikum" av Morgonpasset i P3. 
Han har spelat sig själv i filmerna Adam & Eva (1997) och Livet är en schlager (2000). Han var sommarpratare i radioprogrammet Sommar på Sveriges Radio P1 2010.
Bindefeld är nykterist och dricker inte ens på sina egna fester, vilket han har förklarat med ett behov att hålla koll på vad som händer.
År 2014 grundade han Micael Bindefelds stiftelse till minnet av Förintelsen som ger stipendier till kulturella projekt som på olika sätt håller minnet av Förintelsen levande. Bindefeld har själv släktingar som mördades i Förintelsen.
Han är gift med Nicklas Sigurdsson. Paret har en son född 2016, som är född genom surrogatmödraskap.

## Böcker
Bindefeld gav 2014 ut boken "Min trädgård är en fest" som är en kombinerad trädgårds- och kokbok. 
Bindefeld gav under 2023 ut boken "Mannen myten minglet" som handlar om hans liv.